# زاعجة مصرية
الزاعجة المصرية أو بعوضة الحمى الصفراء أو البعوضة المصرية أو البعوضة المنزلية (باللاتينية: Aedes aegypti) نوع من البعوضيات من جنس الزاعجة. تنقل فيروسات الحمى الصفراء وحمى الضنك. تُعرف من نقط بيضاء توجد على أرجلها. نشأت في أفريقيا ثم انتشرت في جميع المناطق الاستوائية. وطبقا لجيولوجيا الكائنات الحية ظهرت الزاعجة المصرية والأنوفيلة في نفس الوقت منذ نحو 350 مليون سنة. تستخدم البعوضة الزاعجة المصرية الأشعة تحت الحمراء لرصد هدفها البشري والوصول إليه.

## انتشارها
انتشرت بعوضة الحمى الصفراء في جميع المناطق الاستوائية. ووصلت إلى استراليا مع زيادة الهجرة إليها. ونظراً لزيادة انتشار فصيلة البعوضة المسماة بعوضة النمر، بدأ وجود الزاعجة المصرية يقل في العالم. وترجع تسمية بعوضة النمر إلى شكل ألوانها البيضاء والسوداء المشابهة لجلد النمر.

## وصفها
الزاعجة المصرية صغيرة الحجم (نحو 3-4 مليمتر) لونها أسود ويوجد على أرجلها علامات بيضاء كما توجد أيضاً علامة بيضاء على صدرها بالقرب من الرقبة.
تلدغ الأنثى بعد تخصيب البويضات الإنسان والحيوانات الثدية والطيور لامتصاص الدم، بذلك تغطي احتياجاتها للبروتين لتنمية النسل. أما الذكور فيتغذون برحيق الأزهار. وتلدغ الإناث في جميع أوقات النهار ويزيد نشاطها في ذلك وقت الغروب.

## دورة الحياة
يكفي البعوضة قليل من الماء الساكن لوضع البيض. ويجذب وجود ميكروبات معينة في الماء لكي تختار البعوضة هذه المياه لوضع بيضها وتتعرف البعوضة على وجود تلك الميكروبات في الماء من الرائحة العفنة الصادرة منها. وعندما يفقس البيض تخرج منها يرقات. وبعد نموها وتغيير جلدها أربع مرات تبدأ بناء شرنقة حولها. وتستغرق مرحلة تطورها في الشرنقة يومين. وتستغرق دورة حياة البعوضة كاملا نحو عشرة أيام عندما تكون الظروف مناسبة ويمكن أن تمتد الدورة إلى عدة أشهر في الجو البارد.

## نقل الأمراض
تعتبر الزاعجة المصرية بجانب أنواع أخرى من البعوض المتسببات الأساسية في نقل فيروسات الحمى الصفراء في البلاد المختلفة وكذلك نقل حمى الصداع وحمى الضنك (الدنجية). وإلا أن البحوث الأخيرة بينت أن البعوضة المصرية ليست هي الناقلة لفيروس التهاب الدماغ الياباني.